# Finlandia na Zimowych Igrzyskach Olimpijskich 1924
Finlandię na Zimowych Igrzyskach Olimpijskich 1924 reprezentowało 18 zawodników: 17 mężczyzn i jedna kobieta. Był to pierwszy start reprezentacji Finlandii na zimowych igrzyskach olimpijskich.

## Zdobyte medale
| Medal  | Zawodnik                                                    | Dyscyplina           | Konkurencja                 | Rezultat     |
| ------ | ----------------------------------------------------------- | -------------------- | --------------------------- | ------------ |
| Złoto  | Julius Skutnabb                                             | Łyżwiarstwo szybkie  | wyścig na 10 000 m mężczyzn | 18:04,80 min |
| Złoto  | Clas Thunberg                                               | Łyżwiarstwo szybkie  | wyścig na 1500 m mężczyzn   | 2:20,8 min   |
| Złoto  | Clas Thunberg                                               | Łyżwiarstwo szybkie  | wyścig na 5000 m mężczyzn   | 8:39,0 min   |
| Złoto  | Clas Thunberg                                               | Łyżwiarstwo szybkie  | wielobój mężczyzn           | 5 pkt        |
| Srebro | Ludowika Jakobsson, Walter Jakobsson                        | Łyżwiarstwo figurowe | pary sportowe               | 18,5         |
| Srebro | August Eskelinen Heikki Hirvonen Ville Mattila Väinö Bremer | Patrol wojskowy      | drużynowo                   | 4:05:40 h    |
| Srebro | Julius Skutnabb                                             | Łyżwiarstwo szybkie  | wyścig na 5000 m mężczyzn   | 8:48,40 min  |
| Srebro | Clas Thunberg                                               | Łyżwiarstwo szybkie  | wyścig na 10 000 m mężczyzn | 18:07,80 min |
| Brąz   | Clas Thunberg                                               | Łyżwiarstwo szybkie  | wyścig na 500 m mężczyzn    | 44,8 s       |
| Brąz   | Julius Skutnabb                                             | Łyżwiarstwo szybkie  | wielobój mężczyzn           | 11 pkt       |
| Brąz   | Tapani Niku                                                 | Biegi narciarskie    | bieg ba 18 km mężczyzn      | 1:16:26,0 h  |

## Skład kadry

### Biegi narciarskie
Mężczyźni
| Konkurencja   | Zawodnik         | czas               | Pozycja            |
| ------------- | ---------------- | ------------------ | ------------------ |
| Bieg na 18 km | Tapani Niku      | 1:16:26,0          | brąz               |
| Bieg na 18 km | Matti Raivio     | 1:19:10,0          | 7.                 |
| Bieg na 18 km | Matti Ritola     | 1:25:13,0          | 11.                |
| Bieg na 18 km | Anton Collin     | 1:33:54,6          | 16.                |
| Bieg na 50 km | Matti Raivio     | 4:06:50            | 7.                 |
| Bieg na 50 km | Tapani Niku      | Nie ukończył biegu | Nie ukończył biegu |
| Bieg na 50 km | Erkki Kämäräinen | Nie ukończył biegu | Nie ukończył biegu |
| Bieg na 50 km | Anton Collin     | Nie ukończył biegu | Nie ukończył biegu |

### Kombinacja norweska
Mężczyźni
| Zawodnik          | Konkurencja   | Skoki narciarskie | Skoki narciarskie | Skoki narciarskie | Skoki narciarskie | Bieg narciarski | Bieg narciarski | Bieg narciarski | Łącznie | Pozycja |
| Zawodnik          | Konkurencja   | Skok 1            | Skok 2            | Punkty            | Pozycja           | Czas biegu      | Punkty          | Pozycja         | Łącznie | Pozycja |
| ----------------- | ------------- | ----------------- | ----------------- | ----------------- | ----------------- | --------------- | --------------- | --------------- | ------- | ------- |
| Verner Eklöf      | Indywidualnie | 37,0              | 37,0              | 14,916            | 11.               | 1:34,11         | 10,250          | 11.             | 12,583  | 9.      |
| Sulo Jääskeläinen | Indywidualnie | 41,5              | 41,0              | 16,604            | 6.                | 1:42,30         | 6,125           | 19.             | 11,365  | 16.     |

### Łyżwiarstwo figurowe
| Zawodnik                            | Konkurencja   | Punkty | wynik | Pozycja |
| ----------------------------------- | ------------- | ------ | ----- | ------- |
| Ludowika Jakobsson Walter Jakobsson | Pary sportowe | 18,5   | 10,25 | srebro  |

### Łyżwiarstwo szybkie
Mężczyźni
| Zawodnik        | Konkurencje   | Konkurencje   | Konkurencje          | Konkurencje          | Konkurencje    | Konkurencje    | Konkurencje      | Konkurencje      | Konkurencje              | Konkurencje              |
| Zawodnik        | Bieg na 500 m | Bieg na 500 m | Bieg na 1500 m       | Bieg na 1500 m       | Bieg na 5000 m | Bieg na 5000 m | Bieg na 10 000 m | Bieg na 10 000 m | Wielobój                 | Wielobój                 |
| Zawodnik        | Czas          | Miejsce       | czas                 | Miejsce              | Czas           | Miejsce        | Czas             | Miejsce          | Punkty                   | Miejsce                  |
| --------------- | ------------- | ------------- | -------------------- | -------------------- | -------------- | -------------- | ---------------- | ---------------- | ------------------------ | ------------------------ |
| Clas Thunberg   | 44,8          | brąz          | 2:20,80              | złoto                | 8:39,00        | złoto          | 18:07,80         | srebro           | 5                        | złoto                    |
| Asser Vallenius | 45,0          | 5.            | Nie ukończył wyścigu | Nie ukończył wyścigu | 9:12,80        | 10.            | 19:03,80         | 10.              | Nie ukończył konkurencji | Nie ukończył konkurencji |
| Julius Skutnabb | 46,4          | 10.           | 2:26,60              | 4.                   | 8:48,40        | srebro         | 18:04,80         | złoto            | 11                       | brąz                     |

### Patrol wojskowy
Mężczyźni
| Zawodnik                                                    | Czas    | Strzały | Pozycja |
| ----------------------------------------------------------- | ------- | ------- | ------- |
| August Eskelinen Heikki Hirvonen Ville Mattila Väinö Bremer | 4:10:00 | 11      | srebro  |

### Skoki narciarskie
Mężczyźni
| Skoczek           | Skok 1 (odległość) | Skok 2 (odległość) | Punkty | Pozycja |
| ----------------- | ------------------ | ------------------ | ------ | ------- |
| Sulo Jääskeläinen | 42,5               | 42,5               | 16,418 | 11.     |
| Tuure Nieminen    | 42,5               | 41,0               | 16,263 | 13.     |